# Благовєщенське (Туринський район)
Благові́щенське (рос. Благовещенское) — село у складі Туринського міського округу Свердловської області.
Населення — 668 осіб (2010, 778 у 2002).
Національний склад населення станом на 2002 рік: росіяни — 96 %.